# Deron McBee
Deron Michael 'Malibu' McBee (ur. 23 sierpnia 1961) – amerykański aktor filmowy i telewizyjny, najbardziej znany jako Motaro w sequelu Mortal Kombat 2: Unicestwienie.

## Życiorys
Przez trzy lata był zawodowym graczem w racquetballa. W 1989 roku i sezonie 1991/1992 wziął udział w programie Amerykańscy Gladiatorzy (American Gladiators), występując pod pseudonimem Malibu z długimi blond włosami. Trenował karate w World Karate Studio Billy'ego Blanksa, a także walczył wręcz i z mieczem z Anthony'em De Longisem.
Pojawił się gościnnie w sitcomie Świat według Bundych (1989) i serialach telewizyjnych, w tym Conan (1998) i Strażnik Teksasu (2000). Był obsadzany przede wszystkim w filmach akcji, zazwyczaj w rolach, które pozwalały mu użyć swoich umiejętności walki, aby przedstawiać złoczyńcę, np. jako bandyta Harveya Denta (Tommy Lee Jones) w ekranizacji przygód komiksowego superbohatera Człowieka-Nietoperza Joela Schumachera Batman Forever (1995) czy w roli zapaśnika Gregora w filmie sensacyjnym Krąg krwi (Enter the Blood Ring, 1995) z Robertem Z’Darem i T.J. Stormem. Popularność zyskał dzięki roli Motaro w sequelu Mortal Kombat 2: Unicestwienie (1997). W 2011 roku wystąpił w reklamie Toyoty.
Był żonaty z Drzan Deneą Ashford, byłą zapaśniczką, która zmarła 20 marca 2003 roku na zawał serca. Mieli dwie córki. 
Jego pasją stało się też malarstwo.

## Wybrana filmografia

### Filmy fabularne
- 1987: Tall, Dark and Handsome jako tancerz Chippendales
- 1988: Elvira, władczyni ciemności jako muskularny mężczyzna Las Vegas
- 1990: Łącznik z Chinatown (Chinatown Connection) jako bandyta
- 1990: Payback jako Taylor
- 1991: Strefa śmierci (The Killing Zone) jako Garret Bodine
- 1992: Valhalla jako Siegfried / Nick
- 1992: Żądza krwi (Out for Blood) jako ochroniarz
- 1992: Time Barbarians jako Doran
- 1993: Upadek (Falling Down) jako mężczyzna na pomoście
- 1994: T-Force jako Zeus
- 1994: Wyspa zabójców (Immortal Combat) jako Muller
- 1994: Ring of Steel jako wielki wojownik
- 1994: Klatka 2: Arena śmierci (Cage II) jako Spike Duval
- 1995: Enter the Blood Ring jako Gregor
- 1995: Gniew aniołów (Raging Angels) jako Archanioł Gabriel
- 1995: Batman Forever jako bandyta Harveya
- 1996: Wieżowiec (Skyscraper) jako Leidermeier
- 1997: Mortal Kombat 2: Unicestwienie (Mortal Kombat: Annihilation) jako Motaro
- 2000: Baza 2 (The Base 2: Guilty as Charged) jako Cletus
- 2001: Instynkt zabójcy (Instinct to Kill) jako Des
- 2003: Czerwony Skorpion (Red Serpent) jako Albert Hakimov
- 2004: Meksykański wojownik (Latin Dragon) jako Mad Dog
- 2005: Zadanie specjalne (The Cutter) jako Alex / konserwator
- 2007: Revamped jako Kahn

### Seriale TV
- 1989: Świat według Bundych jako policjant
- 1990: In Living Color jako Wiking
- 1992: Żar młodości jako podrywacz
- 1994: M.A.N.T.I.S. jako żołnierz VR
- 1995: Cybill jako kelner
- 1995: Night Stand jako Zack
- 1996: Nocny patrol (Baywatch Nights) jako muskularny chłopak
- 1997: Sliders jako Ceres
- 1998: Stan wyjątkowy (Martial Law) jako Kyle
- 1998: Conan - odc. Dziecko (The Child) jako Sinjin
- 1999: Lekarze z Los Angeles (L.A. Doctors) jako Dave
- 2000: Strażnik Teksasu jako Luke Warley
- 2000: Roswell: W kręgu tajemnic jako wrestler
- 2001: Nikki jako nowa beksa
- 2001: The Invisible Man jako Mandeville
- 2001: Pohamuj entuzjazm (Curb Your Enthusiasm) jako Thor
- 2004: Weronika Mars jako Hank 'Ziggy' Zigman
- 2011: Tosh.0 jako Malibu